# Вилейшене, Эмилия
Эмилия Вилейшене (лит. Emilija Vileišienė, урождённая Ясмантайте (лит. Jasmantaitė), 13 января 1861, Кишинёв, Бессарабская область — 26 августа 1935, Вильно, Виленское воеводство) — литовский общественный деятель. Она родилась в дворянской семье, училась в Смольном институте и жила со старшим братом в Санкт-Петербурге и на Кавказе. Когда её брат серьёзно заболел, они переехали в Вильнюс (Вильно), где Вилейшене познакомилась со своим мужем Антанасом Вилейшисом и стала активно участвовать в культурной жизни Литвы. Она была активным членом различных литовских организаций, в том числе Литовского общества взаимопомощи Вильнюса, Общества Святой Зиты, культурного Общества Руты. Во время Первой мировой войны она была членом правления Литовского общества по оказанию помощи пострадавшим от войны и принимала особенно активное участие в организации помощи беженцам от войны. После войны она осталась в Вильнюсе и продолжила активную общественную жизнь, несмотря на несколько арестов со стороны польского правительства. В 1928–1930 годах она ездила по многочисленным общинам литовцев в США, собирая пожертвования для сирот и бедных.

## Биография

### Ранние годы и общественная деятельность
Вилейшене родилась в 1861 году в Кишинёве, где её отец служил в Русской императорской армии. Её родители были представителями литовского дворянства из Жемайтии. В 1870 году её направили в Смольный институт благородных девиц для получения образования. Обучение продолжалось 12 лет и охватывало широкий круг предметов: от физики и географии до танцев и вежливого поведения. Её брат Йонас Ясмантас (1849–1906) учился в Санкт-Петербургском университете и после его окончания устроился на работу в Министерство финансов Российской империи. После смерти родителей в 1875 году Вилейшене жила с братом и присоединилась к литовской культурной жизни в Санкт-Петербурге. Она последовала за своим братом на Кавказ, где Ясмантас семь лет работал финансовым инспектором. Они вернулись в Санкт-Петербург, но в 1894 году Ясмантас серьёзно заболел. Вилейшене ухаживала за братом, который приехал на лечение в Пятигорск.
В 1897 году Вилейшене с братом поселились в Вильнюсе и присоединились к неформальной группе «Двенадцать вильнюсских апостолов». Там она познакомилась с врачом Антанасом Вилейшисом, и 6 октября 1900 года они поженились в церкви Святых Петра и Павла. Вилейшене заботилась о своём парализованном брате, а также о племянниках и племянницах мужа. Вместе с мужем она участвовала в культурной жизни Литвы: ходатайствовала о проведении богослужений на литовском языке в церкви Св. Николая, поддерживала Литовское общество взаимопомощи в Вильнюсе, председателем которого был её муж, организовала студенческий кружок, ставший впоследствии отделением Аушрининкай, стала членом Литовского научного общества. Она также активно участвовала в музыкальных и театральных постановках Общества Рута и стала одной из основательниц Общества Святой Зиты для литовских служанок. В квартире Вилейшисов прошли одни из первых спектаклей литовского театра. В августе 1907 года Общество взаимопомощи открыло в Вильнюсе первую литовскоязычную школу. Вилейшене активно помогала в организации школы, в получении финансирования и расходных материалов, оказывала помощь нуждающимся учащимся. В 1913 году она была избрана в правление Виленского отделения Литовской католической женской организации.

### Первая мировая война и послевоенное время
Когда в августе 1914 года началась Первая мировая война, Вилейшене была одним из основателей Вильнюсского Литовского комитета, первой литовской организации, которая оказывала помощь беженцам от войны. Комитет был поглощён Литовским обществом по оказанию помощи пострадавшим от войны, и она была избрана в его правление. Она объехала различные города Литвы, собирая пожертвования, открывая местные отделения, организуя новые приюты. В мае 1915 года она присутствовала на заседании Татьянинского комитета, во время которого была представлена императрице Александре Фёдоровне. Когда Вильнюс был оккупирован немцами, генерал Алексей фон Пфейль издал прокламацию, в которой Вильнюс был назван «жемчужиной» Польши. Вилейшене вместе с Йонасом Басанавичюсом и Йонасом Кимантасом посетили фон Пфейля, чтобы выразить протест против провозглашения и объяснить, что Вильнюс был столицей Великого княжества Литовского, а не Польши.
В октябре 1915 года Йонас Басанавичюс, Миколас Биржишка и Повилас Гайделионис открыли в Вильнюсе литовскоязычную гимназию (позже Гимназия Витовта Великого). Вилейшене организовала студенческое общежитие возле Ворот Зари. Вилейшене и другие активисты, в том числе Басанавичюс и Гайделионис, были ненадолго арестованы чиновниками Обер-Оста в июле 1916 года. Её муж умер от эпидемического тифа в апреле 1919 года – и она всю оставшуюся жизнь носила чёрное. Поскольку ей нужно было найти средства к существованию, Вилейшене стала заведующей студенческим общежитием и переехала жить к студентам. Она была строгой и требовательной, поэтому между ней и учениками часто возникали конфликты. После одного из таких конфликтов она уволилась из общежития в июле 1924 года.
После Великой войны Вильнюс часто переходил из рук в руки во время польско-советской войны и польско-литовской войны, но в конечном итоге стал частью Второй Польской республики. Польское правительство ограничивало литовскую деятельность, часто арестовывая и заключая в тюрьму литовских активистов. Вилейшене несколько раз арестовывали. Например, она была арестована в 1919 году за протест против планов Польши эксгумировать тела литовских солдат и была заключена в тюрьму на один месяц в ноябре 1922 года из-за протестов по поводу того, что в школьном общежитии не было надлежащего тротуара. В сентябре 1928 года Вилейшене отправилась в 22-месячную поездку в Соединённые Штаты, чтобы собрать пожертвования для сирот и других нуждающихся. После возвращения она вышла на пенсию. Она умерла 26 августа 1935 года после сердечного приступа в январе во время мессы в церкви Святого Николая. На её похоронах присутствовали многие литовские общественные деятели; она была похоронена на кладбище Расу.